# Enrique Cárdenas Sánchez
Enrique Cárdenas Sánchez (Torreón, Coahuila; 2 de abril de 1954) es un economista y académico mexicano. Fue profesor y rector de la Universidad de las Américas Puebla (1985-2001), Director Ejecutivo del Centro de Estudios Espinosa Yglesias, A.C (2005-2017) y Presidente de Signos Vitales. En 2018, buscó la candidatura independiente a la gubernatura del estado de Puebla a través del movimiento Sumamos. Contendió como candidato a gobernador en las elecciones extraordinarias de Puebla por el Partido Acción Nacional, el Partido de la Revolución Democrática y Movimiento Ciudadano, quedando en segundo lugar. Fue miembro de la Junta de Gobierno de El Colegio de México (2013-2018), y es miembro de la Academia Mexicana de Ciencias.

## Trayectoria académica
Enrique Cárdenas Sánchez es licenciado en Economía por el Instituto Tecnológico Autónomo de México, y cuenta con los grados académicos de maestría y doctorado en Economía por la Universidad de Yale. Como académico, se desempeñó como profesor de tiempo completo de la Universidad de las Américas Puebla entre 1982 y 2001, ocupando los puestos de Jefe de Departamento de Economía (1983-1985) y siendo nombrado rector interino de la institución en 1985. En 1986 fue ratificado como rector de la UDLAP, puesto que desempeñó hasta 2001. Ha sido profesor invitado de El Colegio de México, el Centro de Investigación y Docencia Económicas, el ITAM, la Universidad de Oxford y de la Universidad Iberoamericana de Puebla.

### Rectorado en la UDLAP
En diciembre de 1984, el entonces rector de la universidad, Fernando Macías Rendón, anunció que abandonaría su puesto el 1 de julio de 1985. La UDLA (en esa época, Universidad de las Américas A.C.) pasaba por una época convulsa, posterior a una huelga interna en 1976. Además, en 1984 se comenzó a gestar un conflicto entre los asociados y la Fundación Mary Street Jenkins acerca de la toma de decisiones de los directivos. Los profesores presentaron una propuesta para integrar un Consejo Académico, constituido por benefactores, consejeros externos, académicos y estudiantes. Sin embargo, los asociados no hicieron caso y el conflicto se agudizó. Por esa razón, los profesores solicitaron la intervención del gobernador en turno para solicitar el derecho a proponer un candidato a rector interino. La terna estaba compuesta por los doctores Basilio Rojo Ruiz, Antonio Sánchez Aguilar y Enrique Cárdenas Sánchez.
El 21 de mayo de 1985, el Consejo Directivo anunció como rector a Demetrio Bolaños Guillén. Los académicos respondieron con un desplegado de rechazo al nuevo rector y desconociendo al grupo de asociados de la universidad. Por este nuevo conflicto, la Fundación Jenkins decidió separarse temporalmente de la universidad y decidió suspender el financiamiento. Ante la situación, se organizó un coloquio en la universidad, en el que estudiantes y profesores demandaron la renuncia de Bolaños Guillén. Al nuevo rector no le quedó otra alternativa más que dimitir y, posteriormente, Enrique Cárdenas fue elegido como rector interino.
La llegada de Cárdenas coincidió con la disolución de la relación entre la universidad y la asociación civil, con lo que se constituyó la Fundación Universidad de las Américas Puebla (FUDLAP). En enero de 1986, su elección como rector fue ratificada (ya que no contaba originalmente con el respaldo jurídico de los asociados) y, meses después, se estableció el Consejo Universitario.
Como rector de la UDLAP, Cárdenas impulsó la creación de las áreas de ciencias y humanidades, siendo la UDLAP la primera universidad privada del país en ofrecer estudios de licenciatura en esas áreas. Se abrieron las licenciaturas de Matemáticas, Física, Biología, Química y Farmacobiología, en el área de ciencias básicas, y las licenciaturas de Filosofía, Historia, Historia del Arte, Artes Plásticas, Música, Danza y Teatro, en las humanidades. Se iniciaron los primeros dos programas de doctorado: Economía y Sistemas Computacionales. Impulsó la creación del Sorteo UDLAP en 1987, un mecanismo a través del cual se recabarían fondos para apoyar los programas institucionales de becas. También tomó la decisión de enviar a los docentes de la universidad a realizar estudios de posgrado en el extranjero, con la finalidad de aumentar el número de profesores con doctorado, con lo que el porcentaje de académicos de tiempo completo integrantes del Sistema Nacional de Investigadores subió al 50 por ciento. Cárdenas también tuvo que afrontar las consecuencias de la crisis económica de 1994, situación que afectó negativamente la matrícula de la institución y que se solventó, en buena medida, gracias al apoyo del filántropo Manuel Espinosa Yglesias.
En 1998, fundó el Sistema de Colegios Residenciales, con el apoyo de la Universidad de Yale. En 2001, después de 16 años al frente de la universidad, Cárdenas dejó el puesto, siendo sustituido por la economista argentina Nora Lustig Tenenbaum. A su salida, permaneció dos años más como profesor del departamento de Economía de la UDLAP.

### Otras instituciones
Cárdenas Sánchez también ha laborado como profesor visitante del Saint Antony's College de la Universidad de Oxford, en Inglaterra (2001-2002); como profesor-investigador visitante en el Centro de Investigación y Docencia Económicas (2003-2004) y como profesor de tiempo parcial del Instituto Tecnológico Autónomo de México desde 2005, y como docente en la Universidad Iberoamericana de Puebla y en la Centro Universitario de Estudios Económicos Administrativos de la Universidad de Guadalajara.

### Distinciones académicas
Obtuvo mención honorífica del Premio Citibanamex de Economía en 1977 y el primer lugar en 1984. En 2013 obtuvo el premio "Carrera al Universo" otorgado por el ITAM y su Asociación de Exalumnos "por su trayectoria profesional de excelencia a lo largo de 30 años".

## Trayectoria profesional
Economista de formación, Cárdenas inició su carrera como asistente de investigación del grupo Secretaría de Hacienda-Banco de México (1975-1977). Posteriormente, fue asistente del subdirector general en la Subdirección de Investigación Económica del Banco de México (1977-1978) y Director de Análisis Económico de la Unidad de la Crónica Presidencial de la Presidencia de la República (1983-1986). A su salida de la UDLAP, se desempeñó en la Secretaría de la Función Pública como director general de Ingreso, Capacitación y Certificación de la Unidad del Servicio Profesional de Carrera y Recursos Humanos de la Administración Pública Federal (2004-2005).
En 2005, Cárdenas fue nombrado director ejecutivo del Centro de Estudios Espinosa Yglesias, un centro de investigación independiente.

## Trayectoria política
El 31 de agosto de 2017, Enrique Cárdenas publicó una columna en la que anunciaba su intención para contender por la candidatura del partido Movimiento Regeneración Nacional (Morena) para la gubernatura del estado de Puebla, tras una invitación directa del dirigente Andrés Manuel López Obrador. No obstante, el 24 de octubre de 2017, Cárdenas rompió con el partido al no ser designado como candidato dentro del proceso interno.

### Candidatura independiente
Tras perder la candidatura de Morena, Cárdenas anunció en diciembre de 2017 su intención de buscar la candidatura independiente a la gubernatura a través del movimiento Sumemos. Al verse inhabilitado por haber participado en la consulta interna de Morena, Cárdenas Sánchez presentó una denuncia ante el Tribunal Electoral del Poder Judicial de la Federación para abolir esa regla, que determinaba que todo contendiente debía renuncia a la militancia partidista al menos un año antes de la elección. El tribunal falló a favor de Cárdenas, permitiéndole participar en el proceso.
Enrique Cárdenas debía recolectar 132 mil 500 firmas para conseguir la candidatura independiente en un plazo de 30 días, de acuerdo con la ley. Cárdenas buscó una prórroga ante el Instituto Electoral del Estado de Puebla, pero le fue negada, tanto por el instituto electoral como por el tribunal electoral. Al término del plazo para la recolección de apoyos, Cárdenas apenas superó la 12 mil firmas recibidas y criticó que las exigencias a los aspirantes a una candidatura independiente fueron excesivas, ya que con las firmas recabadas por Sumemos (29 mil), habrían logrado registrar un partido político.
El 27 de febrero de 2018, el Tribunal Electoral le concedió a Cárdenas una prórroga de 30 días para conseguir las firmas necesarias para su candidatura. Pese al plazo adicional, el aspirante cerró con poco más de 24 mil firmas, por lo que se le negó el registro. Ante la situación, Cárdenas volvió a impugnar, pero el Instituto Electoral del Estado rechazó su apelación al señalar que el académico no obtuvo ni siquiera el apoyo del 1 % del padrón electoral, por lo que el aspirante acudió nuevamente al TEPJF para pedir su inclusión en la boleta.
El 16 de mayo de 2018, el TEPJF avaló la decisión del Tribunal Electoral del Estado de Puebla y rechazó la petición de Cárdenas por no obtener el mínimo de firmas requerido para su registro como candidato.

### Candidatura a la gubernatura en las elecciones extraordinarias de Puebla
El 19 de marzo de 2019, se registró como candidato de la coalición de partidos conformada por el PRD, PAN y Movimiento Ciudadano a la gobernatura de Puebla en la elección extraordinaria de 2019. Durante su campaña, Cárdenas sufrió de una guerra sucia mediática. También fue denunciado por un académico de la Benemérita Universidad Autónoma de Puebla (BUAP), Álvaro Ramírez Rivera,  por presunto peculado y defraudación fiscal por 14.2 millones de pesos, cometidos durante su gestión al frente del Centro de Estudios Espinosa Yglesias, lo cual fue desmentido de inmediato. Asimismo, fue señalado por mantener el cobro del estímulo del Sistema Nacional de Investigadores por 40 mil pesos mensuales del Consejo Nacional de Ciencia y Tecnología (Conacyt) durante su candidatura, lo cual es legal.
Cárdenas también fue el candidato que gastó más dinero durante la campaña (32.1 millones de pesos), superando a sus rivales Alberto Jiménez Merino (26.2 millones) y Luis Miguel Barbosa (20.3 millones); no obstante, no rebasó el tope de gastos establecido por el INE.
El 3 de junio, Cárdenas aceptó haber perdido la elección frente a Luis Miguel Barbosa, lamentando que solo 30 por ciento del padrón electoral acudió a las urnas. De acuerdo con el Programa de Resultados Electorales Preliminares (PREP) del INE, tras el cómputo del 100 por ciento de las actas, Cárdenas obtuvo 507 mil 492 votos, equivale al 33.23 % de las preferencias, contra 682 mil 245 votos de Barbosa (44.67 %).